# PROBA
Il Proba (Project for On Board Autonomy) è un insieme di satelliti dell'Agenzia Spaziale Europea (ESA), nell'ambito del progetto In‑orbit Technology Demonstration Programme (Programma dimostrativo di tecnologie in orbita), che si prefigge lo scopo di testare nuove tecnologie che permettano, ai futuri satelliti scientifici, di sfruttare i benefici dell'on-board autonomy, cioè la capacità di effettuare numerose operazioni in completa autonomia riducendo drasticamente le operazioni da terra.

## Missioni
Sono presenti all'interno del progetto quattro satelliti:
1. PROBA-1: è stato lanciato il 22 ottobre 2001 dall'India ed è stato adibito all'osservazione della Terra.[2]
2. PROBA-2: è stato lanciato il 2 novembre 2009 assieme al satellite SMOS dal Cosmodromo di Pleseck[3]
3. PROBA-V: destinato all'osservazione della vegetazione (da cui il -V del nome), lanciato a metà del 2013[4]
4. PROBA-3: sono una coppia di satelliti destinati a viaggiare molto vicini. Il lancio era pianificato per il 2021 [5] ed è stato effettuato il 5 dicembre 2024. [6]

## Obiettivi
La serie di satelliti PROBA è stata ideata con l'obiettivo primario di testare tecnologie innovative su satelliti di piccole dimensioni e poco costosi. Infatti oggigiorno le aziende, europee in particolare, investono poco in ricerca spaziale ostacolati dagli alti prezzi di costruzione del satellite, gli alti costi di lancio e di controllo del satellite stesso.
L'opportunità di costruire piccoli satelliti più o meno specializzati in pochi settori permetterà di comprimere i prezzi di costruzione del satellite, senza considerare che il minor ingombro e peso riduce sensibilmente i costi di lancio.
Questo permetterà non solo un più facile accesso allo spazio delle medie aziende,  ma anche delle università europee, cosa che farà aumentare la ricerca spaziale aumentando, di conseguenza i benefici, che derivano, da questa attività.
Particolare attenzione viene quindi posta nello sviluppo di tecnologie per aumentare la capacità del satellite di funzionare in maniera autonoma con il minimo supporto possibile dalla Terra, cioè per aumentare la cosiddetta on-board autonomy.

## Satelliti
PROBA-1
Il primo satellite della serie, PROBA-1 è stato lanciato nell'ottobre 2001 dopo tre anni di lavoro.
Al termine della missione primaria, della durata di due anni, la sua vita operativa è stata prolungata ed è tuttora attivo.
PROBA-2
Il secondo satellite della serie, PROBA-2 è stato lanciato nel novembre 2009. È progettato per una vita operativa di due anni ed è regolarmente funzionante.
PROBA-V
Il terzo satellite della serie, PROBA-V è stato lanciato il 7 maggio 2013 alle 4.06 (CEST) a mezzo del lanciatore Vega. il ritardo nella preparazione del razzo ha comportato un ritardo nel lancio del satellite. Il satellite Proba-V ha come scopo il censimento della vegetazione terrestre in autonomia; da qui il suffisso "V" (Vegetation).
PROBA-3
Il quarto satellite della serie, PROBA-3 è in effetti una coppia di satelliti, pianificati per il lancio entro la metà del 2021. I due satelliti sono destinati a volare a breve distanza, per testare tecnologie sul volo coordinato. Il lancio è stato eseguito con successo il 5 dicembre 2024 dal Golfo del Bengala. 